# Pseudochernes arabicus
Espèce
Pseudochernes arabicus est une espèce de pseudoscorpions de la famille des Withiidae.

## Distribution
Cette espèce est endémique d'Arabie saoudite. Elle se rencontre vers Jizan.

## Étymologie
Son nom d'espèce lui a été donné en référence au lieu de sa découverte, l'Arabie.

## Publication originale
- Mahnert, 1991 : Pseudoscorpions (Arachnida) from the Arabian Peninsula. Fauna of Saudi Arabia, vol. 12, p. 171-199.